# Rubus betckei
Rubus betckei är en rosväxtart som beskrevs av Marss.. Rubus betckei ingår i släktet rubusar, och familjen rosväxter. Inga underarter finns listade i Catalogue of Life.